# Andre Johnson
Pour les articles homonymes, voir Johnson.
 (novembre 2023).
Si vous disposez d'ouvrages ou d'articles de référence ou si vous connaissez des sites web de qualité traitant du thème abordé ici, merci de compléter l'article en donnant les références utiles à sa vérifiabilité et en les liant à la section « Notes et références ».
(en) Statistiques sur pro-football-reference
Andre Johnson, né le 11 juillet 1981 à Miami en Floride, est un joueur professionnel américain de football américain qui évoluait au poste de wide receiver.

## Biographie

### Carrière universitaire
Étudiant à l'université de Miami, il a joué pour l'équipe des Hurricanes de Miami de 2000 à 2002.

### Carrière professionnelle
Il est sélectionné en tant que 3e choix global lors de la draft 2003 de la NFL par les Texans de Houston.
En 2015, il signe aux Colts d'Indianapolis.

## Palmarès

### Universitaire
- 2001 : co-MVP de la finale NCAA

### NFL
- Pro Bowl : 2004, 2006, 2008, 2009, 2010, 2012 et 2013
- Première équipe-type All-Pro : 2008, 2009, 2010
- Seconde équipe-type All-Pro : 2006, 2012
- Premier en nombre de yards gagnés à la réception en 2008, 2009

## Statistiques
| Année              | Équipe               | MJ                 |       | Passes réceptionnées | Passes réceptionnées | Passes réceptionnées | Passes réceptionnées |       | Courses | Courses | Courses | Courses |  | Fumbles | Fumbles |
| Année              | Équipe               | MJ                 | Nb.   | Yards                | Moy.                 | TD                   | Nb.                  | Yards | Moy.    | TD      | Nb.     | Perdus  |  |         |         |
| 2003               | Texans de Houston    | 16                 | 66    | 976                  | 14,8                 | 4                    | 5                    | -10   | -2      | 0       | 0       | 0       |  |         |         |
| 2004               | Texans de Houston    | 16                 | 79    | 1 142                | 14,5                 | 6                    | 4                    | 12    | 3       | 0       | 1       | 1       |  |         |         |
| 2005               | Texans de Houston    | 13                 | 63    | 688                  | 10,9                 | 2                    | 6                    | 10    | 1,7     | 0       | 1       | 1       |  |         |         |
| 2006               | Texans de Houston    | 16                 | 103   | 1 147                | 11,1                 | 5                    | 3                    | 14    | 4,7     | 0       | 1       | 0       |  |         |         |
| 2007               | Texans de Houston    | 9                  | 60    | 851                  | 14,2                 | 8                    | -                    | -     | -       | -       | 1       | 1       |  |         |         |
| 2008               | Texans de Houston    | 16                 | 115   | 1 575                | 13,7                 | 8                    | -                    | -     | -       | -       | 1       | 1       |  |         |         |
| 2009               | Texans de Houston    | 16                 | 101   | 1 569                | 15,5                 | 9                    | 2                    | 10    | 5       | 0       | 1       | 0       |  |         |         |
| 2010               | Texans de Houston    | 13                 | 86    | 1 216                | 14,1                 | 8                    | 2                    | 10    | 5       | 0       | 1       | 0       |  |         |         |
| 2011               | Texans de Houston    | 7                  | 33    | 492                  | 14,9                 | 2                    | 1                    | 8     | 8       | 0       | 0       | 0       |  |         |         |
| 2012               | Texans de Houston    | 16                 | 112   | 1598                 | 14,3                 | 4                    | -                    | -     | -       | -       | 0       | 0       |  |         |         |
| 2013               | Texans de Houston    | 16                 | 109   | 1 407                | 12,9                 | 5                    | -                    | -     | -       | -       | 0       | 0       |  |         |         |
| 2014               | Texans de Houston    | 15                 | 85    | 936                  | 11                   | 3                    | -                    | -     | -       | -       | 3       | 3       |  |         |         |
| 2015               | Colts d'Indianapolis | 16                 | 41    | 503                  | 12,3                 | 4                    | -                    | -     | -       | -       | 0       | 0       |  |         |         |
| 2016               | Titans du Tennessee  | 8                  | 9     | 85                   | 9,4                  | 2                    | -                    | -     | -       | -       | 0       | 0       |  |         |         |
| Totaux en carrière | Totaux en carrière   | Totaux en carrière | 1 062 | 14 185               | 13,4                 | 70                   | 23                   | 54    | 2,3     | 0       | 10      | 7       |  |         |         |